# Абрамович Анастасій Никандрович
Анаста́сій Ника́ндрович Абрамо́вич (нар. 19 квітня (1 травня) 1885, село Мизове, нині Ковельського району Волинської області —  1943, село Світязь, нині Ковельського району Волинської області) — український релігійний та освітній діяч, педагог, священник. Брат Никанора Абрамовича і Петра Абрамовича.
Був настоятелем Петропавлівської церкви села Світязь у 1918—1943 роках. Автор посібника «Методика Закону Божого» (1938 рік, Крем'янець) для вчителів та священиків — викладачів Закону Божого у державних і церковно-парафіяльних школах.

## Біографія
Анастасій Никандрович Абрамович народився 19 квітня 1885 року в селі Мизове, Ковельського повіту Волинської губернії в багатодітній сім'ї місцевого дяка-учителя.

### Родина
Батько належав до духовного стану, походив із давньої священичої родини Бурчаків-Абрамовичів, але з певних причин ієрейського свячення не отримав (за деякими даними — через перешкоди канонічного характеру). Упродовж всього життя Никандр Абрамович служив дяком та вчителював у церковно-парафіяльній школі. Мати священика, Олена, також походила з духовної родини Пинькевичів  .

### Навчання
Освіту майбутній священнослужитель здобував у Милецькому духовному училищі та Віленському вчительському інституті, навчання у якому завершив у 1904 році. Початкову освіту в Милецькому училищі з родини здобував не один Анастасій — у кінці ХІХ — на початку ХХ століття серед учнів школи відомі Никанор (майбутній митрополит), Борис, Іван Абрамовичі.

### Служіння
20 липня 1914 року у Житомирі Анастасій був рукоположений в ієрейський сан . З 1918 року отець Анастасій служив у Петропавлівській парафії села Світязь Любомльського повіту. За сумлінне служіння, активну пастирську діяльність священик був відзначений церковними нагородами. 7 листопада 1921 року був нагороджений набедреником, наступного року – камилавкою. У 1926 році отець Анастасій отримав благословення на носіння золотого нагрудного хреста, а 1929 році піднесений до гідності протоієрея. У 1933 році священика було нагороджено правом носіння палиці, а 1936 року — золотим хрестом з прикрасами.

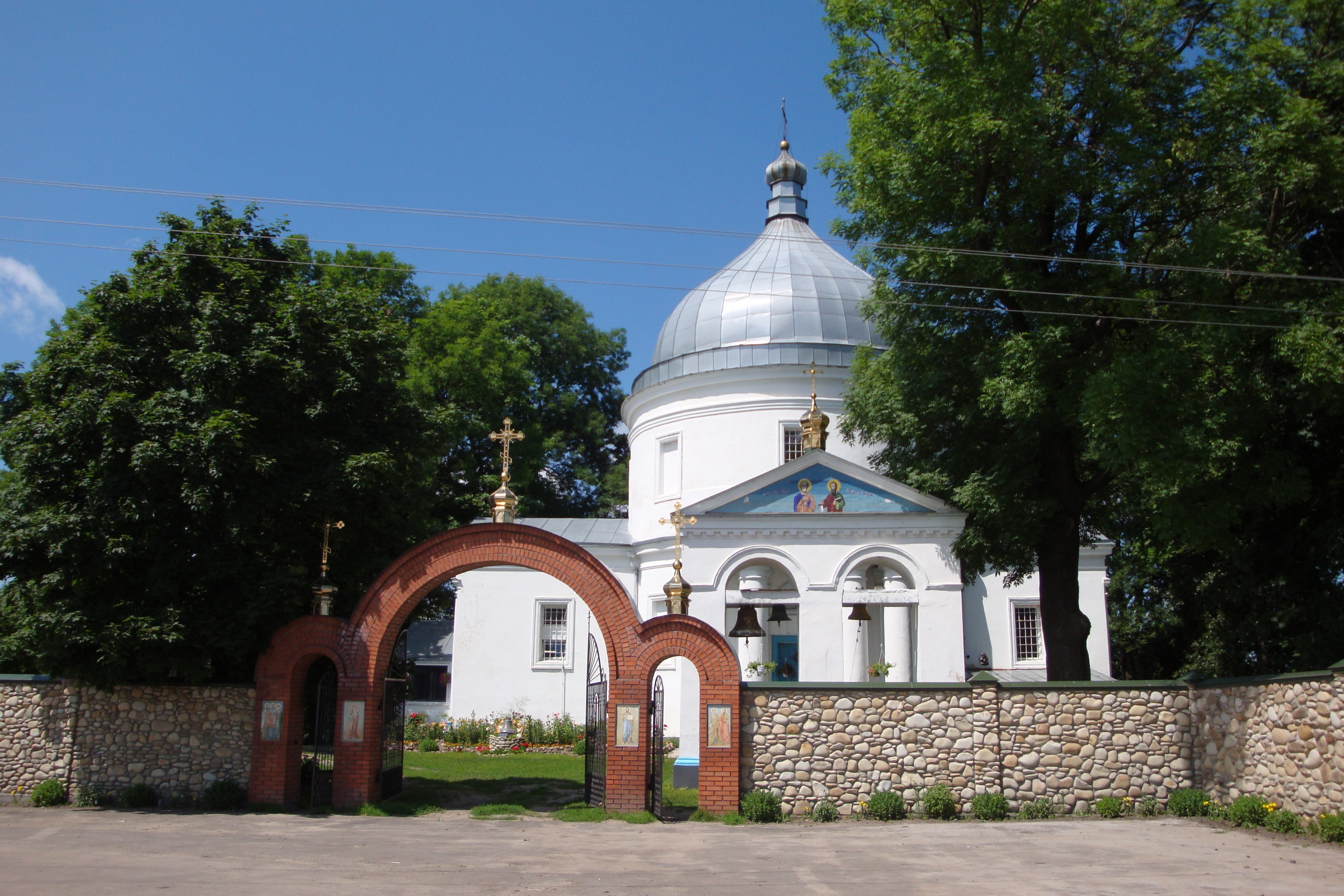
Село Світязь. Петропавлівська церква з дзвіницею. Фото 2010 року.

1 серпня 1927 року настоятель безперешкодно отримав громадянство Польської Республіки (акт підтвердження польського громадянства, виданий воєводським урядом у Луцьку № 9085; священик отримав також паспорт (dowód osobisty) № 83/27). На початку 1930-х років отець Анастасій ненадовго залишив Світязь — отримав призначення на настоятельство в одній з церков Любомля. Але, за деякими свідченнями, несприятливі для стану здоров'я кліматичні умови, змусили священика повернутися до Світязя . Уже в 1931 році священник виконував обов'язки благочинного ІІ-го округу Любомльського повіту з місцем осідку в селі Світязі . Отримав отець Анастасій і право на дотацію з державної скарбниці в розмірі 60 злотих щомісяця. За роки служіння на парафії не доробився жодної земельної власності, що, згодом, було відзначено і в особовій справі. Окрім родинних та парафіяльних, священик мав низку громадських обов’язків — входив до складу Виконавчого комітету допомоги безробітним у Шацьку, був членом Ліги повітряного захисту держави.

### Особисте життя
Дружина отця Анастасія Олімпіада Лясковська також походила з священичої родини, мала 6 класів гімназійної освіти. У сім’ї отця Анастасія Абрамовича виховувалося троє дітей  . 

### Смерть
Під час Другої світової війни, наприкінці 1943 р. священика з дружиною і сина Олексія вбили і вкинули в криницю.

## Посібник «Методика Закону Божого»
В історію української педагогічної думки протоієрей Анастасій Абрамович увійшов як автор унікального посібника для вчителів та священиків — викладачів Закону Божого у державних і церковно-парафіяльних школах. Праця стала підсумком багатолітньої душпастирської діяльності самого священика, та, можливо, узагальненням педагогічної діяльності батька, готовий її варіант рішенням Волинського єпархіального місійного комітету від 5 жовтня 1937 року було рекомендовано до друку. Книга стала результатом тривалої праці та виконанням численних рішень Волинських єпархіальних зібрань 1935-1936 років стосовно необхідності публікації осучаснених підручників та посібників викладання Закону Божого для упорядкування навчально-педагогічної діяльності українських священиків-«законовчителів». Редактором нового видання став видатний український історик Церкви, а на той час директор Луцької української гімназії Іван Власовський. У 1938 році у Крем'янці «Методика Закону Божого» врешті побачила світ . Початок Другої світової війни, а потім становлення радянського режиму на українських землях не сприяли збереженню традицій церковної освіти та виховання, і малопоширена за короткий час книжка так і залишилася майже повністю забутою в науковій літературі (за винятком згадки у «Нарисі історії Української Православної Церкви» Івана Власовського ), так і не потрапила до жодного з сучасних досліджень історії української педагогічної думки чи нарисів історії православної катехизації.
Книга протоієрея Анастасія Абрамовича складається з двох великих частин – «Методики загальної, або теоретичної» та «Методики спеціальної, або практичної». Виклад першої частини охоплює визначення головних понять, завдань та методів предмету, виховні аспекти викладання Закону Божого у школі, проблеми організації та структури занять, підбору матеріалу. Особливої уваги надано формам навчання, а також особі священика-законовчителя — вимогам до рівня його професійної та педагогічної підготовки.
В другій частині праці викладено основи навчання дітей головним предметам і дисциплінам Закону Божого: Молитви, Біблійної Історії, Катехизису, основам богослужбової практики. Окрім загальних теоретичних понять та положень, автор запропонував свої варіанти втілення методики у життя, зрештою, додав зразки програм викладання у 2-х, 3-х та 4-х класних парафіяльних школах.
Один розділ першої частини книги, як і невеликий фрагмент на завершенні, був дописаний самим редактором Іваном Власовським — «Новітні методи навчання і наука релігії в школі». Слід зазначити, що зміна стилю викладу є достатньо помітною — для світського професора важливою є відповідність української виховної системи світовим стандартам та умовам тогочасного національно-політичного розвитку, у той час, як священик зосереджує увагу переважно на питаннях духовного формування молодого православного українця.
«Методика Закону Божого» стала чудовою спробою в українській педагогічній традиції підсумувати розвиток православного церковного виховання та світської педагогіки. Автор врахував як досвід церковно-парафіяльних шкіл та видатних педагогів Православної Церкви (наприклад, митрополита Іннокентія), так і розробки окремих греко-католицьких авторів (наприклад, священника Юліана Дзеровича), кращі зразки тогочасної світової педагогічної думки. Вивчення та порівняння досвіду західноєвропейського шкільництва дозволило обрати оптимальні шляхи підходу до розкриття та розуміння дитячої душі, виховання самостійної, свідомої та творчої особистості .